# 1282 w polityce

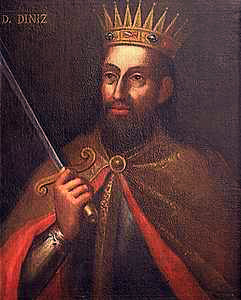
Dionizy I, szósty król Portugalii

Wydarzenia polityczne w 1282 roku.

## Wydarzenia
- 15 lutego układ w Kępnie między Przemysłem II a Mszczujem II[1].
- 30 marca Nieszpory sycylijskie - antyfrancuskie powstanie w Palermo[2][3][4][5].
- Król Portugalii Dionizy I[6] żeni się z Izabelą Aragońską[7].
- 17 maja Jan I (król Kastylii i Leónu) poślubił Beatrycze Portugalską, córkę Ferdynanda I Burgundzkiego[8].
- Rudolf I Habsburg nadał swoim synom, Albrechtowi i Rudolfowi, Austrię i Styrię[9].

## Urodzili się
- 11 grudnia Étienne Aubert, późniejszy papież Innocenty VI[10].

## Zmarli
- Llywelyn ap Gruffudd, książę Walii[11].